# Дампјер (Јура)
Дампјер (фр. Dampierre) насеље је и општина у источној Француској у региону Франш-Конте, у департману Јура која припада префектури Доле.
По подацима из 2011. године у општини је живело 1209 становника, а густина насељености је износила 172,96 становника/km². Општина се простире на површини од 6,99 km². Налази се на средњој надморској висини од 246 метара (максималној 272 m, а минималној 210 m).

## Демографија
| 1962. | 1968. | 1975. | 1982. | 1990. | 1999. | 2011. |
| ----- | ----- | ----- | ----- | ----- | ----- | ----- |
| 567   | 588   | 676   | 832   | 941   | 999   | 1.209 |

График промене броја становника у току последњих година